# Dogerské skaly
Dogerské skály jsou přírodní památka v katastrálním území města Ružomberok v Žilinském kraji na Slovensku. Chráněné území bylo vyhlášeno v roce 1952 a jeho rozloha je 1,17 hektaru. Předmětem ochrany je odkryv jurského souvrství radiolaritového vývoje. Nachází se na pravé straně při vyústění Trlenské doliny od Bílého Potoka do nivy Revúce.

## Geologie
Jde o typický hlubinný vývoj střední jury (tzv. dogger) v typickém radiolaritovém vývoji vápenců krížňanského příkrovu. Přírodní památka tvoří nevýrazné vápencové skalní stěny odkryté přirozenou erozí se zvrásněnými lavicemi radiolaritů. Umožňuje studium profilu, složení a zabarvení dogerských vrstev. Skály jsou zajímavé přítomností podmořského skluzu, takzvaného slumpingu.
Šlo o diageneticky nezpevněné sedimentární vrstvy, které se deformovaly vlivem gravitačního skluzu na nakloněném mořském svahu. Na odkryvu lze sledovat i přítomnost vrásových puklin. Vzniklé ležaté vrásy byly následně překryty nadložními vrstvami. Půda je písčito-hlinitá, promíchaná štěrkem, mělká s kamením a vyčnívajícími bradly.

## Flora a fauna
Ze živočišstva zde byly zjištěny více druhů plžů jako chondrina skalní, vřeténka lesklá, vřeténka proměnlivá či slimák načervenalý. Přírodní památka není příliš dotčena lidskou činností. Objekt a jeho okolí postupně zarůstá a je zakrýván lesním porostem.

## Přístup
V současnosti v blízkosti skal neprochází žádná turisticky značená trasa, ale přírodní památka se nachází několik metrů od silnice, takže je bez problémů přístupná. Těsně pod skalami vyvěrá upravený pramen, který se nachází hned vedle silnice na Vlkolínec. Vyvěračka slouží turistům celoročně. Pramen je upraven a zakryt dřevěným přístřeškem. Proti prameni se nachází úkryt před deštěm a posezení pro návštěvníky.

## Galerie

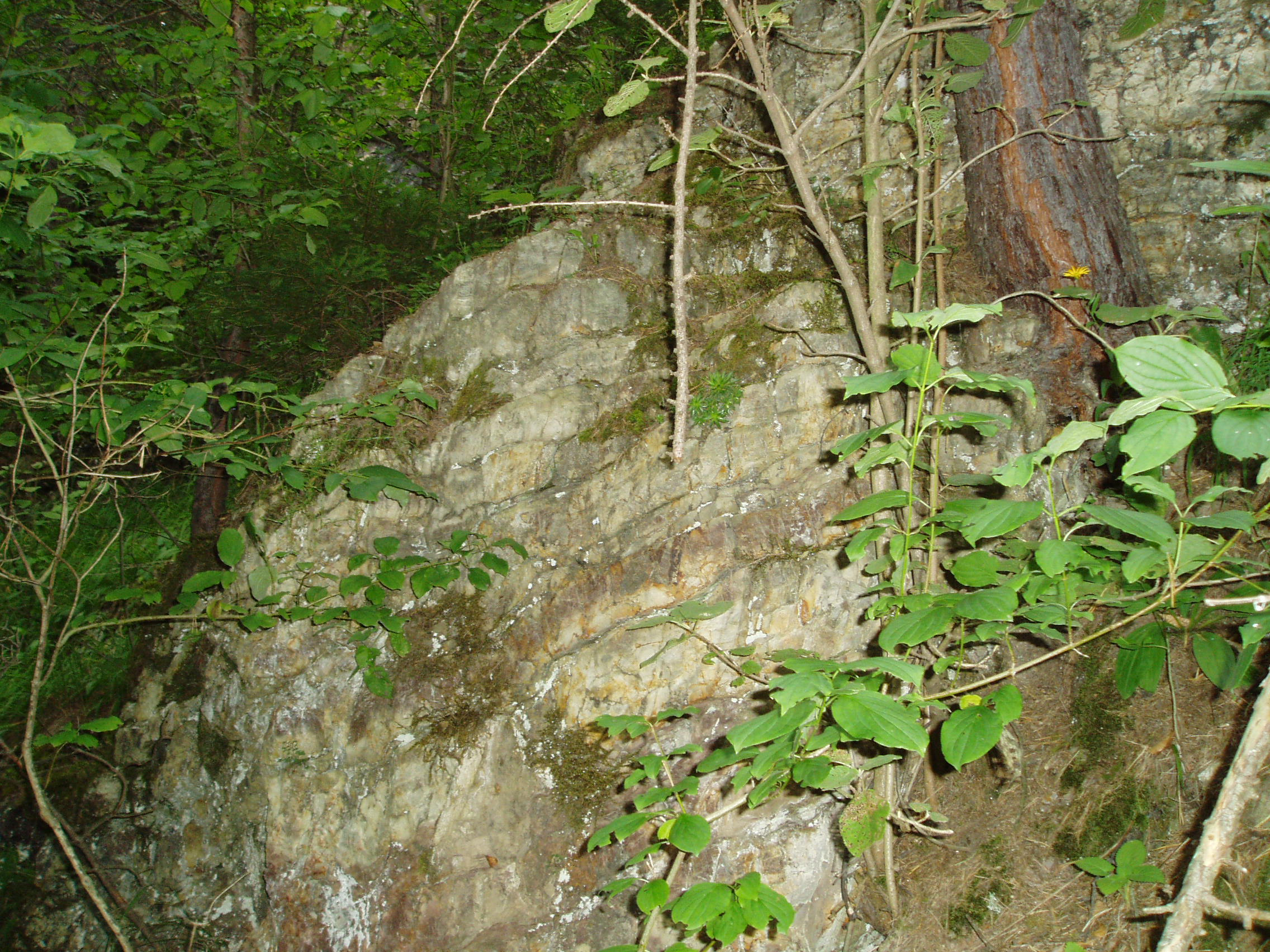
Dogerské skály
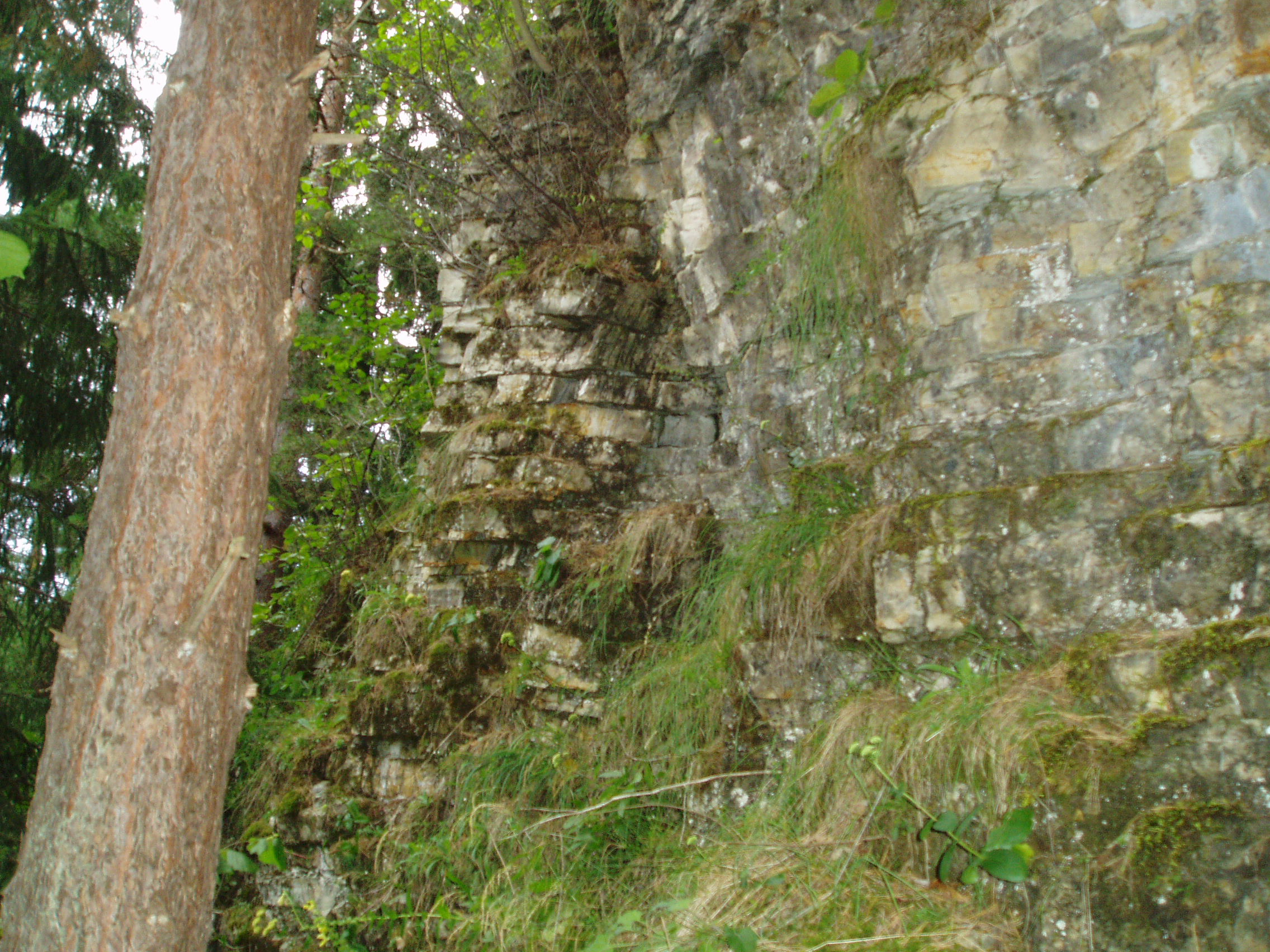
Dogerské vrstvy